# Hibiscadelphus wilderianus
Hibiscadelphus wilderianus (Engels: Auwahi hibiscadelphus, Hawaïaans: Maui hau kuahiwi) was een plant die endemisch was op het Hawaïaanse Maui. De plant was slechts bekend van één exemplaar dat in 1910 door Joseph Rock werd ontdekt in een droog lavabos in Auwahi op 800 m hoogte op de zuidkant van de vulkaan Haleakala op Maui.
Het was een tot 5 m hoge boom. De steunbladeren waren 1,2 mm lang en de bladstelen waren 5-7 cm lang. De bladeren waren breed-ovaal tot dwars-ovaal, soms driehoekig, bijna gaafrandig tot gekarteld-gegolfd, 7-11 cm lang. Aan beide zijden was het blad spaarzaam bedekt met sterharen. Aan de onderkant zaten bosjes haren in de oksels van de hoofdnerven.
De bloemen groeiden solitair in de bladoksels aan 1-3 cm lange bloemstelen. Het involucrum bestond uit vijf tot zes lintvormige tot spatelvormige, 1,1-1,8 × 0,11-0,2 cm grote schutbladeren die alleen aan de basis waren vergroeid. De bloemkelk was een zakvormig verwijde, 2,3-2,5 cm lange buis en bestond uit vijf lobben of was onregelmatig gespleten. De bloemkroon was geelachtig groen, gegolfd en 3,5 – 5 cm lang. De bloemen leken enigszins op die van Hibiscus. Ze produceerden vermoedelijk grote hoeveelheden nectar. Mogelijk werden de bloemen bestoven door nectaretende vogels. De vruchten waren houtige, breed-ovaalvormige, aan de top ingesneden, circa 3,5 cm lange doosvruchten, waarvan de zaden onbekend zijn gebleven.
De enkele plant die was ontdekt door Joseph Rock, werd in 1912 voor het laatst levend waargenomen. De soort werd mogelijk uitgeroeid door het omzetten van zijn habitat in graslanden met ingevoerde grassen en ingevoerde dieren als rundvee, geiten en ratten. Ondanks zoektochten werden er nooit meer exemplaren van deze plant aangetroffen.